# Lista de membros correspondentes da Academia Brasileira de Ciências empossados em 2000
Esta lista contém os nomes dos membros correspondentes da Academia Brasileira de Ciências empossados em 2000. 
| Imagem | Nome                      | Datas de nascimento e falecimento           | Local de nascimento   | Área de especialização | Alma mater                             | Data de posse       | Conhecido por                                                                                     | Referências |
| ------ | ------------------------- | ------------------------------------------- | --------------------- | ---------------------- | -------------------------------------- | ------------------- | ------------------------------------------------------------------------------------------------- | ----------- |
|        | Alain Meunier             | 24 de julho de 1948                         | França                | Ciências da Terra      |                                        | 14 de junho de 2000 |                                                                                                   | [ 2 ]       |
|        | Anthony Brome Rylands     | 29 de dezembro de 1950                      | Grã-Bretanha          | Ciências Biológicas    | Universidade de Londres, Inglaterra    | 14 de junho de 2000 |                                                                                                   | [ 3 ]       |
|        | de:Dietrich Stauffer      | 06 de fevereiro de 1943                     | Bona, Alemanha        | Ciências Físicas       | TUM, Alemanha                          | 14 de junho de 2000 |                                                                                                   | [ 4 ]       |
|        | Herbert Blaine Lawson Jr. | 01 de abril de 1942                         | Norristown, EUA       | Ciências Matemáticas   |                                        | 14 de junho de 2000 |                                                                                                   | [ 5 ]       |
|        | Jean Kossanyi             | 13 de agosto de 1932 23 de dezembro de 2004 |                       | Ciências Químicas      | Universidade de Paris, França          | 14 de junho de 2000 |                                                                                                   | [ 6 ] [ 7 ] |
|        | Louis René Martin         | 01 de outubro de 1937                       | fr:Cap Ferret, França | Ciências da Terra      | fr:Université de Bordeaux, França      | 14 de junho de 2000 |                                                                                                   | [ 8 ]       |
|        | Peter H. Raven            | 13 de junho de 1936                         | Xangai, China         | Ciências Biológicas    | UC Berkeley, EUA                       | 14 de junho de 2000 |                                                                                                   | [ 9 ]       |
|        | Robert Eugene Page Jr.    | 12 de novembro de 1949                      | Bakersfield, EUA      | Ciências Biológicas    | Universidade Estadual de San Jose, EUA | 14 de junho de 2000 |                                                                                                   | [ 10 ]      |
|        | Sheldon E. Newhouse       | 12 de novembro de 1942                      | Wyoming, EUA          | Ciências Matemáticas   |                                        | 14 de junho de 2000 |                                                                                                   | [ 11 ]      |
|        | Yakov Grigorievich Sinai  | 12 de setembro de 1935                      | Moscou, Rússia        | Ciências Matemáticas   |                                        | 14 de junho de 2000 | É membro da Academia Nacional de Ciências dos Estados Unidos e da Academia de Ciências da Rússia. | [ 12 ]      |